# Signal Hill (Afrique du Sud)
Pour les articles homonymes, voir Signal Hill.
Signal Hill (en afrikaans : Seinheuwel) est une colline surplombant la ville du Cap, en Afrique du Sud. Haute de 350 mètres, elle est la moins élevée d'un massif comprenant par ailleurs la colline de Lion's Head, le Devil's Peak et la montagne de la Table, et qui se prolonge vers le cap de Bonne-Espérance par les collines de Constantiaberg, de Chapman's Peak et de Swartkop.
Des sentiers de randonnée permettent de rejoindre le sommet de la colline, d'où l'on jouit d'un panorama sur l'agglomération et sur la baie du Cap.

## Histoire

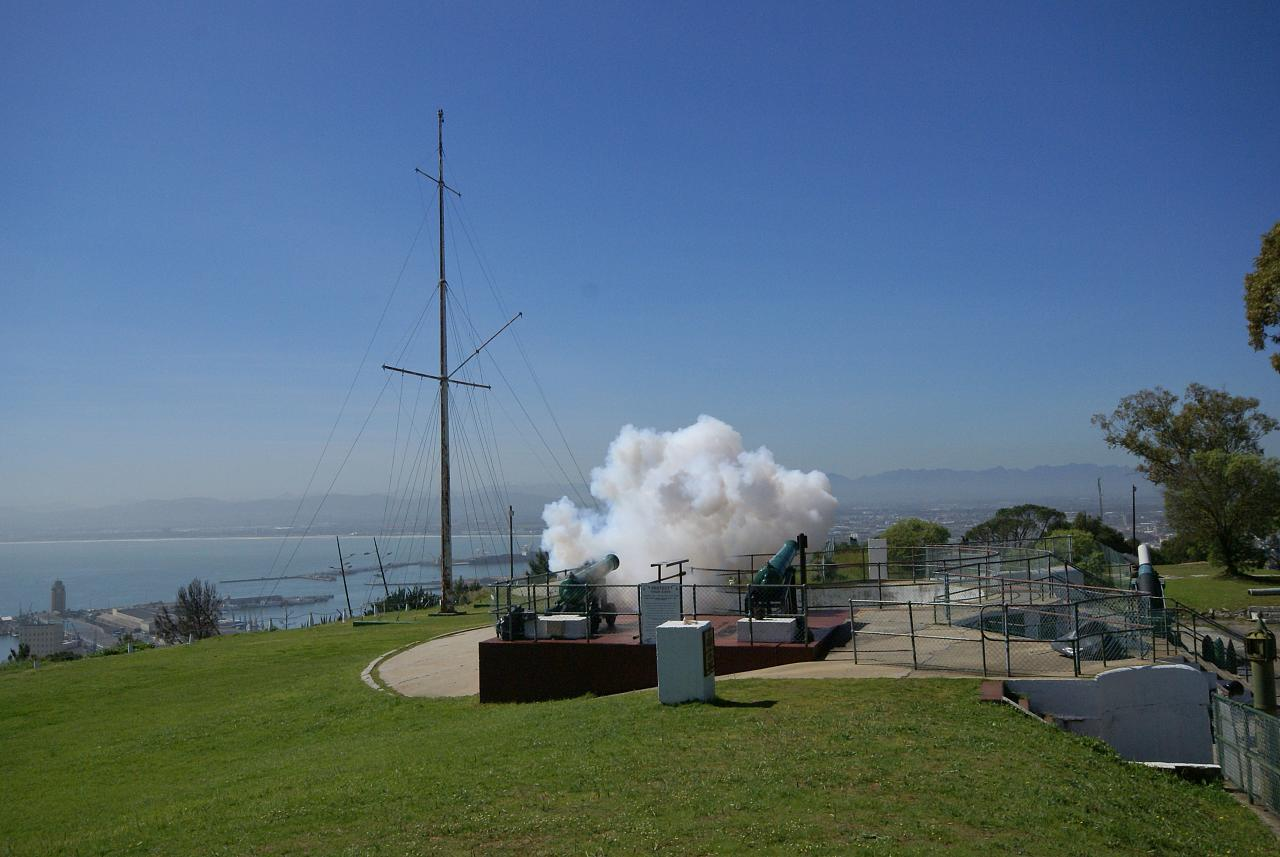
Le Noon Gun

Signal Hill doit son nom à l'établissement d'un sémaphore au sommet de la colline : les pavillons qui étaient hissés permettaient de communiquer avec les navires, fournissant aux marins des renseignements sur d'éventuels dangers, notamment concernant les conditions météorologiques.
Aujourd'hui, la colline est également connue pour abriter le Noon Gun, une ancienne batterie d'artillerie britannique dont la fonction originelle était de donner l'alarme lorsqu'un navire était en danger afin de permettre l'organisation des secours.
Par la suite, l'habitude fut prise de tirer une salve chaque jour à midi précise afin de permettre la synchronisation des chronomètres de marine. Cette habitude se perpétue toujours actuellement et est devenue l'une des attractions de la ville du Cap.